# Трансамерика
Трансамерика (енгл. Transamerica) америчка је филмска драмедија из 2005. Режију и сценарио потписује Данкан Такер, док главне улоге тумаче Фелисити Хафман и Кевин Зегерс. Сценарио, који је делимично инспирисан разговорима између Такера и његове бивше цимерке Кетрин Конеле, говори о причу Бри (Хафман), транс-жени, која одлази на пут са својим давно изгубљеним сином Тобијем (Зегерс).
Добио је позитивне рецензије критичара. Добитник је више награда, док је Хафман освојила награду Златни глобус и била номинована за Оскара.

## Радња
Недељу дана пре заказане операције промене пола, Бри прима позив од седамнаестогодишњака који се представља као њен син, кога је добила из студентске шеме. Бриин психијатар не допушта јој да оде на операцију док не разреши однос с тим момком, због чега она одлази у Њујорк, вади младића из поправног дома и нуди му превоз до Лос Анђелеса, не откривајући да је она заправо његов отац.
И његови и њени планови се изјалове, јер се тајне откривају, а оно што је могло да постане пријатељство (или дубља веза), пропада. Младићев очух, група подршке за промену пола, прождрљивац кактуса, Навахо каубој и Бриина породица — имају важну улогу у овом преиспитивању породице, пола и очекивања.

## Улоге
| Глумац           | Улога          |
| ---------------- | -------------- |
| Фелисити Хафман  | Бри            |
| Кевин Зегерс     | Тоби           |
| Грејам Грин      | Калвин         |
| Фиона Фланаган   | Елизабет Шупак |
| Берт Јанг        | Мари           |
| Кари Престон     | Сидни          |
| Елизабет Пења    | Маргарет       |
| Венида Еванс     | Аријети        |
| Тила Дан         | девојчица      |
| Калпернија Адамс | Калпернија     |
| Стела Мев        | Тејлор         |
| Рејнор Шејн      | Боби Џенсен    |
| Дени Берстајн    | др Спиковски   |
| Андреа Џејмс     | професорка     |